# Aqua Gusto
Aqua Gusto was een waterattractie in familiepretpark Walibi Holland te Biddinghuizen. De attractie werd gebruikt voor waterballongevechten en op het terrein stonden diverse houten speeltoestellen. Voor de attractie moesten bezoekers extra bijbetalen. De locatie bevond zich in themagebied Speed Zone, achter restaurant Hacienda.
Aqua Gusto werd gebouwd in 2009 ter vervanging van de attractie Aztec. In 2012 was de attractie voor het laatst geopend. Op de locatie is nu een terras voor het naastgelegen restaurant.
Afbeeldingen · Lijst van attracties